# Czerwone maki na murze
Czerwone maki na murze (tyt. oryg. Lulëkuqet mbi mure) – albański film fabularny z roku 1976 w reżyserii Dhimitra Anagnostiego, na motywach powieści Bonjakët Petraqa Qafëzeziego.

## Opis fabuły
Akcja filmu rozgrywa się w czasie II wojny światowej. Sieroty z domu dziecka na polecenie dyrektora i nauczycieli, którzy się nimi opiekują, każdej nocy usuwają z murów hasła antyfaszystowskie, które piszą działacze ruchu oporu. Czworo dzieci (Jaçe, Lelo, Bardhi i Tomi) próbuje się przeciwstawić poleceniom wychowawców. Mały Sulo obawiając się kary próbuje uciec z domu dziecka i zostaje zastrzelony w czasie ucieczki.
Film otrzymał główną nagrodę na II Festiwalu Filmu Albańskiego w kwietniu 1977 w Tiranie. W 1980 zdobył Grand Prix na Międzynarodowym Festiwalu Filmowym w Belgradzie. W 1985 otrzymał wyróżnienie na Międzynarodowym Festiwalu Filmowym w Salerno.
Zdjęcia do filmu realizowano w Tiranie.

## Obsada
- Timo Flloko jako nauczyciel Luan Sina
- Anastas Kristofori jako ekonomista
- Luan Qerimi jako kwestor
- Agim Qirjaqi jako dyrektor
- Kadri Roshi jako opiekun
- Strazimir Zaimi jako Jaçe
- Enea Zhegu jako Lelo
- Krenar Arifi jako Sulo
- Pavlina Mani jako nauczycielka muzyki
- Enver Dauti jako kucharz Loni
- Alfred Kote jako robotnik
- Liza Laska jako pracownica Domu Dziecka
- Artur Haxholli jako Bardhi
- Gjergj Pilika jako Tomi
- Roland Ohri jako Gjergji
- Robert Xhuli jako Beni
- Vasillaq Vangjeli